# Suphis globiformis
Suphis globiformis är en skalbaggsart som beskrevs av Zimmermann 1919. Suphis globiformis ingår i släktet Suphis och familjen grävdykare. Inga underarter finns listade i Catalogue of Life.